# 1936 год в истории общественного транспорта
В этой статье перечисляются основные события из истории общественного транспорта (прежде всего трамваев, троллейбусов и автобусов) в 1936 году. Информация об истории метрополитенов и железнодорожного транспорта находится в отдельных статьях.

## События

### В СССР

#### В РСФСР
- 12 мая — открыто трамвайное движение в Прокопьевске.
- 18 июня — открыто троллейбусное движение в Ростове-на-Дону.
- 21 октября — открыто троллейбусное движение в Санкт-Петербурге.
- 8 ноября — открыто трамвайное движение в Омске.

### В мире

#### Великобритания
- 18 июля — открыто троллейбусное движение в городе Рединг.
- 12 октября — открыто троллейбусное движение в городе Саут-Шилдс.

#### Восточная Пруссия
- 27 ноября — открыто троллейбусное движение в Инстербурге (ныне — Черняховск).

#### Германия
- 26 сентября — открыто троллейбусное движение в городе Ольденбург.

#### Италия
- Открыто троллейбусное движение в городе Брешиа.

#### Мьянма
- 17 августа — открыто троллейбусное движение в городе Рангун.

#### США
- 1 марта — открыто троллейбусное движение в городе Кливленд.
- 11 апреля — открыто троллейбусное движение в городе Бостон.
- 30 августа — открыто троллейбусное движение в городе Портленд.
- с 28 сентября по 11 октября существовало троллейбусное движение в городе Питсбург.
- 8 ноября — открыто троллейбусное движение в городе Милуоки.
- 11 ноября — открыто троллейбусное движение в городе Янгстаун.
- 1 декабря — открыто троллейбусное движение в городе Цинцинати.
- 27 декабря — открыто троллейбусное движение в городе Луисвилл.

#### Чехия
- 28 августа — открыто троллейбусное движение в городе Прага.

#### ЮАР
- 26 августа — открыто троллейбусное движение в городе Йоханнесбург.